# Portuguese D. Ace
Portuguese D. Ace (ポートガス・D・エース?, Pōtogasu D. Ēsu), nato Gol D. Ace (ゴール・D・エース?, Gōru Dī Ēsu), è un personaggio del manga One Piece, scritto e disegnato da Eiichirō Oda, e delle sue opere derivate.
Figlio del Re dei pirati Gol D. Roger, alla morte del padre venne adottato come nipote da Monkey D. Garp e cresciuto da Curly Dadan insieme a Monkey D. Rufy. La forte amicizia che lega i due e Sabo li spinge a considerarsi fratelli adottivi. Dopo aver lasciato il villaggio Foosha tre anni prima di Rufy, fondò la ciurma dei pirati di Picche e in seguito divenne il comandante della seconda flotta dei pirati di Barbabianca. Catturato da Marshall D. Teach e consegnato alla Marina, Ace viene ucciso dall'ammiraglio Akainu durante la battaglia di Marineford per salvare il fratello Rufy. Ha ingerito il Frutto del diavolo Foco Foco, che gli consente di trasformarsi in fuoco e produrre e manipolare le fiamme.

## Concezione e sviluppo
Le prime bozze di Ace lo mostravano con un aspetto fisico pressoché identico all'attuale; l'unica differenza era nel nome, che inizialmente doveva essere Portuguese D. Lang (ポートガス・D・ラング?,  Pōtogasu D. Rangu). Il nome è stato poi modificato in Ace, che in inglese indica l'asso delle carte da gioco.

## Biografia del personaggio
Ace è il figlio di Gol D. Roger e di Portuguese D. Rouge (ポートガス・D・ルージュ?, Pōtogasu D Rūju): dopo l'esecuzione del padre, Rouge prolungò la gestazione fino a venti mesi per nascondere il bambino dalla Marina per poi morire subito dopo il parto. Venne adottato da Monkey D. Garp su richiesta dello stesso Roger, suo vecchio amico e rivale, e affidato a Curly Dadan. Crebbe quindi sul Monte Corbo, nel regno di Goa, dove venne a sapere la vera identità di suo padre, considerato da tutti un demonio. Ciò, unito al risentimento per aver abbandonato la madre incinta, porta Ace a sviluppare un'avversione per Roger e ad assumere il cognome della madre. Sull'isola conobbe poi Sabo, un bambino cresciuto nel Grey Terminal ma di nobili origini, con cui strinse amicizia. Successivamente venne affidato a Dadan anche Rufy, nipote naturale di Garp; dopo un periodo iniziale di indifferenza, Ace, Sabo e Rufy divennero inseparabili, tanto da scambiarsi delle tazzine di saké diventando così fratelli acquisiti, ed esprimendo il desiderio di diventare pirati una volta compiuti i diciassette anni. Dopo l'incendio del Grey Terminal da parte del pirata Bluejam, Sabo decise di prendere il mare subito rinunciando ai suoi titoli nobiliari, ma venne apparentemente ucciso da un Nobile mondiale per avergli tagliato la strada con la sua imbarcazione: Ace promise quindi a Rufy che non sarebbe mai morto e l'avrebbe protetto per sempre. Una volta raggiunti i diciassette anni, Ace salpa diventando un pirata: in seguito ottenne il potere del frutto Foco Foco e fondò la sua prima ciurma, i pirati di Picche. Visitò anche il Paese di Wa, dove fece amicizia con la giovane O-Tama, alla quale promise di prenderla con sé una volta diventata un'abile kunoichi e dove conobbe anche Yamato, figlia di Kaido.
Diventato subito un pirata di fama mondiale, Ace rifiuta l'invito di unirsi alla Flotta dei Sette. Dopo aver rintracciato Shanks e averlo ringraziato per il salvataggio di Rufy in passato, decide di aumentare la sua fama prendendo la testa di Barbabianca, ma viene fermato da Jinbe dando vita ad uno scontro che dura cinque giorni e si conclude in parità. Immediatamente dopo si fa vivo Barbabianca stesso, che propone ad Ace di unirsi alla sua ciurma. Nonostante una iniziale reticenza, diventa presto uno dei suoi uomini migliori e ottiene il comando della seconda divisione della flotta. In seguito all'omicidio del capitano della quarta divisione Thatch per mano di Marshall D. Teach Ace si lancia al suo inseguimento, nonostante Barbabianca glielo sconsigli. Giunto ad Alabasta incontra Rufy e lo aiuta a fuggire da Smoker, per poi consegnargli la sua Vivre Card. Dopo aver cercato informazioni alla base G2 della Marina, rintraccia Teach all'isola di Banaro, dove scopre che aveva ucciso Thatch per ottenere i poteri del frutto Dark Dark, in grado di annullare i poteri altrui: subito inizia a combattere con lui venendo però sconfitto, catturato e consegnato alla Marina. Ace viene quindi rinchiuso nella prigione di Impel Down, dove Rufy tenta di salvarlo; prima di riuscirci, però, Ace viene condotto a Marineford, dove la Marina si era organizzata per affrontare Barbabianca, giunto in soccorso di Ace. Questi viene salvato da Rufy, giunto anch'egli a Marineford, ma durante la fuga Akainu li raggiunge e Ace si frappone tra l'ammiraglio e Rufy, venendo trafitto dal pugno di magma dell'avversario. Il suo corpo viene recuperato da Shanks che, giunto a Marineford per fermare la guerra, lo seppellisce assieme a quello di Barbabianca sull'isola originaria di quest'ultimo nel Nuovo Mondo.

## Descrizione

### Aspetto fisico
Ace si presenta come un ragazzo magro e muscoloso, con le lentiggini e i capelli neri. Ha due tatuaggi, uno sul braccio sinistro riportante la scritta ASCE, con la "S" barrata da una croce in onore di Sabo, e uno sulla schiena, raffigurante il Jolly Roger di Barbabianca. Quest'ultimo, in particolare, è stato modificato dopo la sua prima apparizione: in origine presentava il teschio con i baffi di Barbabianca sovrapposto ad una svastica, simbolo religioso che contrassegna i templi buddisti, poi sostituito con due ossa incrociate per evitare che venisse associata alla svastica nazista.

### Personalità
Ace è un personaggio molto legato ai suoi compagni e disposto a tutto pur di difenderli; in virtù di ciò ha sempre affrontato i suoi avversari a viso aperto, anche quando questi erano più forti di lui. Figlio di Gol D. Roger, sin da bambino ha sempre considerato la sua esistenza come maledetta, arrivando a ritenere che sarebbe stato meglio se non fosse mai venuto al mondo: a causa di questi pensieri arriva a nutrire un profondo rancore verso il padre, rigettando il suo cognome e assumendo quello della madre. Allo stesso modo il suo obiettivo, quando si mise in mare, era quello di superare il Re dei pirati in modo da uscire definitivamente dall'ombra del padre.
Grazie a Rufy e a Sabo inizia a trovare il suo posto nel mondo, per poi trovare definitivamente pace grazie a Barbabianca, che da quel momento considererà il suo unico vero padre. È proprio il profondo attaccamento ai suoi compagni che lo porta ad inseguire Teach, colpevole di essersi ammutinato e di aver ucciso un suo compagno, nonostante gli avvertimenti degli altri comandanti e di Barbabianca stesso. A Marineford si sacrifica per salvare Rufy da un attacco di Akainu: le sue ultime parole sono un ringraziamento a lui e ai suoi compagni per averlo accettato nonostante in lui scorresse il sangue di un demonio, morendo con il sorriso sulle labbra.

### Taglia
La taglia di Ace al momento della sua morte era di 550 milioni di berry. La taglia, mai comparsa effettivamente nell'opera, è stata rivelata in occasione del quindicesimo anniversario di One Piece, risultando essere la più alta mai comparsa fino a quel momento: tale valore era legato più alla sua parentela con Roger che alle azioni di pirateria compiute.

## Poteri
Ace ha mangiato il Frutto del diavolo Rogia Foco Foco (メラメラの実?, Mera Mera no Mi), che gli consente di diventare fuoco puro nonché di produrre e manipolare le fiamme. Questo potere gli conferisce una notevole potenza d'attacco, tale da affondare cinque navi in un colpo solo: la sua tecnica peculiare è quella che gli ha anche conferito il suo soprannome, ossia "Pugno di fuoco" (火拳?, Hiken). Essendo un frutto Rogia gli permette inoltre di diventare intangibile agli attacchi e di rigenerare i danni subiti; tuttavia è possibile contrastarlo con il magma poiché, come ammette lo stesso Akainu, è in grado di "bruciare anche le fiamme". Ace possiede inoltre l'ambizione del re conquistatore ma, sebbene sia stato in grado di utilizzarla inconsciamente da bambino, non è chiaro se abbia poi imparato a controllarla. Inoltre, nella novel a lui dedicata si scopre che è in grado di utilizzare una forma grezza di ambizione dell'armatura.

## Altri media

Copertina del primo volume dell'edizione italiana del romanzo: oltre a Ace sono raffigurati Deuce (sulla sinistra) e Isuka (dietro)

### One Piece novel A
Nel 2017 è stato annunciato il progetto di un romanzo spin-off incentrato sul passato di Ace. Scritto da Sho Hinata, One Piece novel A (One Piece novelA?, Wan Pīsu noberu Ēsu) è stato quindi pubblicato in tre parti sulla rivista One Piece Magazine dal 7 luglio al 1º settembre 2017 e in seguito raccolto in un volume unico uscito in Giappone il 4 aprile 2018. Un secondo albo che conclude la storia di Ace è stato pubblicato il 4 giugno 2018. Il romanzo è stato poi trasposto in manga da Boichi, autore di Dr. Stone con il titolo One Piece episode A, pubblicati in Giappone il 4 agosto 2022. In Italia i due volumi del romanzo sono stati pubblicati da Star Comics rispettivamente il 4 novembre e il 2 dicembre 2022, mentre la distribuzione del primo volume dell'adattamento manga è prevista per l'11 ottobre 2023.
Nel primo volume dell'opera è raccontato l'incontro di Ace con Masked Deuce (マスクド・デュース?, Masukudo Dyūsu), suo primo compagno e primo membro dei futuri pirati di Picche, l'ottenimento del frutto Foco Foco e la loro avventura lungo la prima metà della Rotta Maggiore, costantemente inseguiti dalla guardiamarina Isuka (イスカ?). Nel secondo volume sono riprese alcune scene già presenti nell'opera principale: l'ingresso di Ace nel Nuovo Mondo, il suo incontro con Shanks, lo scontro con Jinbe e l'unione alla flotta di Barbabianca.

### Altre apparizioni
Ace compare come rappresentante del manga nel videogioco J-Stars Victory Vs.

## Accoglienza
Nella classifica dei personaggi della serie più amati dal pubblico giapponese del 2008 è risultato quinto, rendendolo il primo personaggio della classifica non appartenente alla ciurma di Cappello di paglia; nel 2014 risulta essere il sesto mentre nel sondaggio del 2017 si è piazzato al quinto posto.
La morte del personaggio è stata votata da un gruppo di circa diecimila appassionati di anime come la più drammatica nel panorama dell'animazione giapponese. Nel 2011 il parco divertimenti Universal Studios Japan ha realizzato un'installazione raffigurante le tombe di Ace e di Barbabianca.